# Kimura Satoshi
Satoshi Kimura (sinh ngày 6 tháng 10 năm 1983) là một cầu thủ bóng đá người Nhật Bản.

## Sự nghiệp câu lạc bộ
Satoshi Kimura đã từng chơi cho Omiya Ardija.